# 吉田ウーロン太
吉田 ウーロン太（よしだ ウーロンた、本名：吉田 敬太〈よしだ けいた〉、1978年2月9日 - ）は、日本のお笑いタレント、俳優、声優、脚本家、演出家。お笑いトリオ「フラミンゴ」のメンバー。
東京都出身。桐朋高等学校、日本大学経済学部卒業。エフ・エム・ジー所属。既婚。
芸名の「吉田ウーロン太」は、本名がネットの姓名判断で「字画が悪い」と判明したことをうけ、200パターンくらい考えたうちで非常に金運がよかったことからそれを選び、その後ドラマに芸名で出演する機会が増え、戻すタイミングがなくなったと本人は語っている。

## 経歴
日本大学経済学部在学中、日本大学経商法落語研究会に所属、お笑いコンビ「やめまいだー」を結成してニュースタッフエージェンシーに所属。2001年、解散。
2002年、辻本耕志（旧オレンヂ）、竹森千人とフラミンゴを結成。

## 出演

### テレビ・フラミンゴとして
- 爆笑オンエアバトル（NHK）戦績8勝3敗 最高509KB
  - 第11回チャンピオン大会　ファイナル9位
- オンバト+（NHK）戦績3勝2敗 最高509KB
- エンタの神様（日本テレビ）　キャッチコピーは「低空のハット鳥ック」→「上昇のハット鳥ック」
  - エンタの神様SP（日本テレビ）　キャッチコピーは「ムチャぶりモノマネ」
- お笑いLIVE10!（TBS、2005年12月14日）
- 東京金歯（BSフジ）
- ウルトラゾーン 第15話「お笑いに参加」（2012年1月29日、tvk）

### テレビ・個人として

#### NHK
- 高梨さん 第19話（2013年、NHK）
- ガラスの家（2013年、NHK） - 井本直樹役
- さんすう犬ワン 第12回 小数ってなに?（2015年、NHK Eテレ）
- 風の峠〜銀漢の賦〜 第1話（2015年、NHK）
- ランチのアッコちゃん（2015年、NHK BSプレミアム） - 木村省吾 役
- 仮カレ（2015年、NHK BSプレミアム） - 田中慶太 役
- 64（2015年、NHK） - 白鳥 役
- フェイクニュース あるいはどこか遠くの戦争の話（2018年10月20日・27日、NHK） - 長久保勝 役
- タリオ 復讐代行の2人 第1話（2020年10月9日、NHK総合・BS4K） - 菅野 役
- ひきだすにほんご Activate Your Japanese!（2022年 NHKワールドTV） - 日本語講座のスキット 御法川敬役
- 正直不動産 第6話（2022年5月10日、NHK） - 竹鶴一亀 役
- 17才の帝国 第4話・最終話（2022年5月28日・6月4日、NHK総合） - 朝倉洋太 役
- おいち不思議がたり第7話・最終話（2024年10月13日・20日、NHK BS・NHK BSプレミアム4K） - 藤吉 役

#### 日本テレビ
- 高嶺の花（2018年、日本テレビ） - 原田太郎 役
- 恋はDeepに 第1話・第3話・第7話（2021年4月14日・4月28日・5月26日、日本テレビ） - ハッピー岡田 役
- カラフラブル〜ジェンダーレス男子に愛されています。〜 第5話 - 最終話（2021年4月29日 - 6月3日、読売テレビ・日本テレビ） - 高林マネージャー 役
- ぴーすおぶけーき 第5話 - 第8話（2022年11月23日 - 12月13日、日本テレビ） - 謎の人（理事長） 役
- 花咲舞が黙ってない 第3シリーズ 第5話（2024年5月11日、日本テレビ） - 北見学 役
- 離婚弁護士 スパイダー Season2 〜偽りと裏切り編〜 第3話（2025年2月22日） - 沢崎司 役[2]
- ダメマネ! -ダメなタレント、マネジメントします- 第5話・第9話（2025年5月18日・6月15日） - 石原 役[3]

#### TBSテレビ
- 一週間の恋（2006年、TBS）
- SPEC〜翔〜 警視庁公安部公安第五課 未詳事件特別対策係事件簿（2012年、TBS）
- 女はそれを許さない 第9話（2014年、TBS） - 広瀬 役
- アンナチュラル（2018年、TBS） - 向島進 役
- 中学聖日記（2018年、TBS） - 工藤友宏 役
- Heaven? 〜ご苦楽レストラン〜 第1話（2019年7月9日、TBS）
- カフカの東京絶望日記 第5話（2019年10月18日、毎日放送）
- 病室で念仏を唱えないでください（2020年、TBS） - 峯山医師 役
- MIU404 第3話・第9話（2020年7月10日・2020年8月21日、TBS） - 向島進 役[4]
- リコカツ 第9話（2021年6月11日、TBS） - 小山田支配人 役
- ラストマン-全盲の捜査官- 第4話（2023年5月14日、TBS） - 狩野浩紀 役
- 下剋上球児（2023年10月15日 - 12月17日、TBS） - 犬塚敏生 役
- 地獄の果てまで連れていく（2025年1月14日 - 3月25日、TBS） - 坂東啓介 役

#### フジテレビ
- ブスの瞳に恋してる 第1話（2006年、関西テレビ）
- Room Of King 第5話（2008年、フジテレビ）
- ヴォイス〜命なき者の声〜 第5話（2009年、フジテレビ）
- HUNTER〜その女たち、賞金稼ぎ〜 最終話（2011年、フジテレビ）
- リッチマン、プアウーマン 第2話・第6話・第10話（2012年、フジテレビ）
- 遅咲きのヒマワリ〜ボクの人生、リニューアル〜 第1話（2012年、フジテレビ）
- 最高の離婚 第9話（2013年、フジテレビ）
- 松本清張ドラマスペシャル・死の発送（2014年、フジテレビ）
- お義父さんと呼ばせて 第6話（2016年、関西テレビ）
- きみはペット（2017年2月5日 - 3月26日、フジテレビ） - 瓜山一雄 役[5]
- 新・ミナミの帝王 過去からの罠（2019年1月5日、関西テレビ） - 古田 役
- 絶対零度〜未然犯罪潜入捜査〜（2020年、フジテレビ） - 影山雅史 役
- 死との約束（2021年3月6日、フジテレビ） - ホテルマン 役
- 元彼の遺言状 第8話（2022年5月30日、フジテレビ） - 星矢鑑識官 役
- 土ドラ「僕の大好きな妻!」（2022年6月4日 - 7月23日、東海テレビ制作・フジテレビ） - マッスン・増田 役
- 脚本芸人 第3夜（2022年6月24日、フジテレビ） - 北澤 役
- 3年VR組（2023年3月27日、関西テレビ） - 茂木篤樹 役[6]
- 合理的にあり得ない〜探偵・上水流涼子の解明〜 第4話（2023年5月8日、関西テレビ・フジテレビ） - 警備員 役
- ほんとにあった怖い話 夏の特別編2023「視線の出処」（2023年8月19日、フジテレビ） - 堀川太一 役[7]

#### テレビ朝日
- サムライせんせい（2015年、テレビ朝日） - 杉崎学 役
- 牙狼-GARO- -魔戒列伝- 第3話（2016年、テレビ朝日）
- はじめまして、愛しています。 第1話（2016年、テレビ朝日）
- 科捜研の女（テレビ朝日） 
  - season16 第4話（2016年11月17日） - 居酒屋まめ京・バイトリーダー 役
  - season19 第2話（2019年4月25日） - 渡辺大介 役
  - season23 第7話（2023年9月27日） - 香取孝史郎 役[8]
- 警視庁 ナシゴレン課 最終話（2016年、テレビ朝日） - 蓮井龍二 役
- 豆腐プロレス（2017年、テレビ朝日） - クラーケン吉田 役
- ホリデイラブ（2018年、テレビ朝日） - 黒井 役
- 警視庁・捜査一課長（2018年、テレビ朝日） - 菅原孝路 役
- ハケン占い師アタル（2019年、テレビ朝日） - 警備員 役
- 相棒 Season17 第10話（2019年1月1日、テレビ朝日） - 尾幡克彦 役
- サイン -法医学者 柚木貴志の事件-（2019年7月11日 - 9月12日、テレビ朝日） - 松沢大輝 役[9]
- おっさんずラブ-in the sky- 第1話（2019年11月2日、テレビ朝日） - 茂木一典 役
- アリバイ崩し承ります 第4話（2020年2月22日、テレビ朝日） - 野本和彦 役
- 遺留捜査 第6シーズン 第6話（2021年2月18日、テレビ朝日） - 阿久津誠二 役
- 泣くな研修医（2021年4月24日 - 、テレビ朝日） - 鴨下修一 役
- 警視庁ひきこもり係（2021年8月5日、テレビ朝日） - 國村一郎 役
- ザ・トラベルナース 第1話 - 第5話（2022年10月20日 - 11月17日、テレビ朝日） - 古谷亘 役[10]
- 必殺仕事人（2023年1月8日、テレビ朝日） - 白川伝八郎 役[11]
- unknown 第3話（2023年5月2日、テレビ朝日） - 猪俣 役
- JKと六法全書 第7話（2024年5月31日、テレビ朝日） - 中太郎 役[12]
- プライベートバンカー（2025年1月9日 - 3月6日、テレビ朝日） - 天宮寺昴 役[13]
- フォレスト（2025年1月12日 - 3月2日、テレビ朝日） - 中西宏樹 役

#### テレビ東京
- 信濃のコロンボ事件ファイル・願望の連環（2008年） - 草野刑事 役
- 週刊真木よう子 第5話「トラ トラ トラ」（2008年）
- さばドル 第4話（2012年）
- バイプレイヤーズ 〜もしも6人の名脇役がシェアハウスで暮らしたら〜 第4話（2017年2月4日） - 「孤独戦士サムライ嬢」監督 役
- 下北沢ダイハード（2017年） - 秋山清 役
- 孤独のグルメ Season7（2018年6月30日） - 常連サラリーマン・田中 役
- びしょ濡れ探偵 水野羽衣 第2話（2019年7月11日） - 飯塚店長 役
- 30歳まで童貞だと魔法使いになれるらしい（2020年10月9日） - おにぎり屋の店員 役
- 何かおかしい（2022年6月1日 - 7月6日） - 今岡 役[14]
- 赤いナースコール 第4話 - 第12話（2022年8月1日 - 9月26日） - 篠田刑事 役
- D&D〜医者と刑事の捜査線〜 第2話（2024年10月25日） - 中西栄治 役[15]
- 今夜は…純烈 「推しに我慢しない」（2025年3月4日〈予定〉 - 、テレビ東京） - 長岡雅史 役[16]

#### その他のテレビ局
- 罪と罰 A Falsified Romance 第1話（2012年、WOWOW）
- リアル鬼ごっこTHE ORIGIN 第3話（2013年、テレビ埼玉、テレビ神奈川、千葉テレビ）
- 非公認戦隊アキバレンジャー シーズン痛 第8話（2013年、TOKYO MX）
- 雨が降ると君は優しい（2017年、Hulu） - 望月俊介 役
- 戦国炒飯TV 〜なんとなく歴史が学べる映像〜（2020年、TOKYO MXほか） - にわ〜ん 役
- 青きヴァンパイアの悩み（2021年2月8日 - 3月29日、TOKYO MX） - 岸岡太一 役
- ごほうびごはん（2021年10月2日 - 12月18日、BSテレ東） - 森ケ崎 役

### 映画
- バブルへGO!! タイムマシンはドラム式（2007年）
- 劇場版 神聖かまってちゃん ロックンロールは鳴り止まないっ（2011年）
- はやぶさ/HAYABUSA（2011年）
- 怪物くん（2011年）
- 愛を歌うより俺に溺れろ!（2012年）
- はらぺこヤマガミくん（2012年）
- エイトレンジャー（2012年）
- たとえば檸檬（2012年）
- めめめのくらげ（2013年）
- 劇場版 SPEC〜結〜（2013年）
- 受難（2013年）
- 悼む人（2015年）
- 虎影（2015年）
- シン・ゴジラ（2016年） - 町田一晃[17]
- 響 -HIBIKI-（2018年）
- チア男子!!（2019年）  -ヒマワリ食堂・店主
- 午前0時、キスしに来てよ（2019年） - 店主
- サムライマラソン（2019年）
- 99.9-刑事専門弁護士-THE MOVIE（2021年12月30日、松竹） - 週刊ブロース記者 役
- マイスモールランド（2022年）
- 恋のいばら（2023年） - 阿部 [18]
- 夜が明けたら、いちばんに君に会いにいく（2023年） - 丹羽隆[19]
- ガールズドライブ（2023年）[20]
- ラストマイル（2024年） - 向島進[21]

### 舞台
フラミンゴ単独公演のものはフラミンゴを参照。
- 「憂のコント〜眼play〜」　作：故林広志
- 二兎社公演35　「かたりの椅子」　作・演出：永井愛
- ナギプロ・パーティ単独ライブ『"笑い"に関する一般考察　〜面白い巨塔〜』作・演出：凪沢渋次
- ベッド&メイキングス第2回公演「未遂の犯罪王」　作・演出：福原充則
- ナギプロ・パーティ単独ライブ「相馬ちゃんとゆかいな仲間たち」
- 「ぶっせん」　脚本・演出：福原充則
- 「家政夫のミタゾノ THE STAGE レ・ミゼラ風呂」作：後藤賢人、演出：村上大樹

### CM
- 興和 「新キャベ2コーワ」
- ベネッセ 「こどもちゃれんじぷちファースト」
- オニキス／ONIX
- テイクアンドギヴ・ニーズ マツコリョーシカ
- ロッテ XYLITOL「今夜も一軒」篇
- 花王 ハミング「徹夜残業」篇

### DVD
- ショートムービー「サクライロ」 ※斎藤工監督
- 本当は聞きたくない!山の怖い話　※塩崎遵監督

### WEB
- 映画「裁判長!ここは懲役4年でどうすか」スピンオフ「裁判長!トイレ行ってきていいすか」（2010年） ※塩崎遵監督
- TAKE BLUE（2011年） ※堤幸彦監督
- 係長 青島俊作2 事件はまたまた取調室で起きている!（2012年） ※長瀬国博監督
- 君と世界が終わる日に Season3（2022年） - 井出弘之 役[22] ※菅原伸太郎監督
- 神様のえこひいき（2022年） - 天堂尊 役[23]
- 笑ゥせぇるすまん #6「デトックスヒロイン」（2025年）[24][25]

## 脚本

### テレビドラマ（脚本）
- 高梨さん（2013年、NHKワンセグ）第7話、第14話、第16話、第17話
- おふこうさん（2014年、NHK BSプレミアム）第4回、第6回
- 未恋〜かくれぼっちたち〜（2025年、関西テレビ）第1話 - 第3話、第6話、第9話、最終話

### 配信ドラマ（脚本）
- 民王番外編 秘書貝原と6人の怪しい客（2016年、TELASA）

### テレビアニメ（脚本）
- ドアマイガーD（2015年1月 - 3月）
- 世界の闇図鑑（2017年4月 - 6月）※井口昇、飯塚貴士と共同脚本

### 映画（脚本）
- ポールダンシングボーイ☆ず（2011年5月28日） ※監督：金子修介

### 舞台（脚本）
- 中河内雅貴ワンマンショー 〜ある男に関するレシピ集〜　※堤幸彦監督作品
- ロマンティックホテル（2007年10月23日 - 28日）※脚本・演出・出演者[26]
- 弱虫団（2010年10月14日 - 10月17日）※脚本・演出[27]

- ドラマ「マイラブ・マイベイカー」（2020年、カンテレほか） ※ 阿相クミコ、波多野都と共同脚本

### 放送作家

#### ラジオ（放送作家）
- 『SCHOOL OF LOCK!』内「アレキサンドLOCKS!」（2015年10月6日 - 2021年3月26日、TOKYO FM・JFN系列）
- おと、をかし（2021年4月3日 - 、TOKYO FM・JFN系列）
  - おと、をかし＠スピンオフAuDee（2021年4月9日 - 、AuDee） 番組にもレギュラー出演

## 声優

### 吹き替え

#### 担当俳優
ジェイコブ・バタロン
- マーベル・シネマティック・ユニバース - ネッド 役
  - スパイダーマン:ホームカミング（2017年）
  - アベンジャーズ/インフィニティ・ウォー（2018年）
  - スパイダーマン:ファー・フロム・ホーム（2019年）
  - スパイダーマン:ノー・ウェイ・ホーム（2022年）

- Lift/リフト（2024年） - N8 役
- タロット 死を告げるカード（2024年） - パクストン 役
- Mr.ノボカイン（2025年） - ロスコー 役

#### 映画（吹き替え）
- 沖縄美ら海水族館〜海からのメッセージ〜（2014年）
- キック・アス/ジャスティス・フォーエバー（2014年） - ドクター・グラビティー 役（ドナルド・フェイソン）
- ラヴレース（2014年） - ブッチ・ペライーノ 役（ボビー・カナヴェイル）
- 殺人の啓示〜死を誘う男〜（2014年）
- アダルト・ビギナー（2014年）
- 山猫は眠らない5 反逆の銃痕（2014年）
- ジャッジ 裁かれる判事（2015年）
- ゼロの未来（2015年）
- 20歳よ、もう一度（2015年）
- ピッチ・パーフェクト2（2015年） - バンパー・アレン 役（アダム・ディヴァイン）[注 1]
- エベレスト 3D（2015年） - ニール・ベイルドマン 役（トム・グッドマン＝ヒル）
- ロビン・ウィリアムズのクリスマスの奇跡（2015年） - ネルソン・ミッチラー 役（クラーク・デューク）
- ムーンウォーカーズ（2016年）
- スポットライト 世紀のスクープ（2016年）
- キンダガートン・コップ2（2016年）
- ベイウォッチ（2018年） - ロニー・グリーンバーム 役（ジョン・バス）
- ピーターラビット（2018年） - ベンジャミン 役（コリン・ムーディー）[34] ※劇場公開版
- くるみ割り人形と秘密の王国（2018年） - カヴァリエ 役[35]
- ゴジラ キング・オブ・モンスターズ（2019年） - ウィンストン伍長 役[36]
- チャイルド・プレイ（2019年） - パグ 役（TYコンシグリオ）
- ソニック・ザ・ムービー（2020年） - ウェイド 役（アダム・パリー）[37]
- ピーターラビット2/バーナバスの誘惑（2021年） - ベンジャミン 役（コリン・ムーディー）[38]
- でっかくなっちゃった赤い子犬 僕はクリフォード（2022年） - ラウル 役（ホレイショ・サンツ）[39]
- ソニック・ザ・ムービー/ソニック VS ナックルズ（2022年） - ウェイド 役（アダム・パリー）[40]
- ソニック×シャドウ TOKYO MISSION（2024年） - ウェイド 役（アダム・パリー）[41]

#### ドラマ
- キムチ〜不朽の名作〜（2013年） - ファン・グモ 役（シン・スンファン）
- エレメンタリー ホームズ&ワトソン in NY 第2シーズン#3「誰がために」（2014年）
- ア・メリークリスマスミラクル（2014年）
- スーパーナチュラル シーズン10#9「残された者の使命」（2015年）
- アウトランダー（2015年） - ウイリー 役
- Empire 成功の代償 シーズン2#3「真っ向勝負」（2016年）
- マジシャンズ（2016年） - エンバー 役（ドミニク・バージェス）
- シグナル/時空を超えた捜査線（2017年） - ゴード・ハース 役（レニー・ジェイコブソン）
- ナックルズ（2024年） - ウェイド 役（アダム・パリー）

#### アニメ
- 怪盗グルーのミニオン危機一発（2013年） - 剣悪党 役
- オズ めざせ! エメラルドの国へ（2015年） - ブリキ男 役[42]
- ペット（2016年） - 捕獲員2 役
- コウノトリ大作戦!（2016年） - シロクマ 役
- スマーフ スマーフェットと秘密の大冒険（2017年） - ヘフティ 役
- 爆笑!シアター・パコーン（2017年） - アイスクリーム、プラント 役
- グリンチ（2018年） - パン屋フレッド 役[43]
- ヒックとドラゴン 聖地への冒険（2019年） - トラッパー 役[44]
- ミニオンズ フィーバー（2022年） - ウィングマン 役[45]

### テレビアニメ
- HUGっと!プリキュア（2018年 - 2019年） - オシマイダー、猛オシマイダー 役
- 火ノ丸相撲（2018年） - 厚木次郎 役
- 闇芝居（2019年）

### 劇場アニメ
- 泣きたい私は猫をかぶる（2020年） - スギタ 役
- 映画 プリキュアミラクルリープ みんなとの不思議な1日（2020年） - 小モンスター 役

### ラジオCM
- ロッテ「AQUO」
- 日本マクドナルド
  - 「グラコロ」
  - 「てりたま『待っていた妹』篇」
  - 「ジューシーチキンフィレオ『なんでも』篇」※大分・熊本限定
  - 「チーズチキン月見」

### ゲーム
- 龍が如く2
- 龍が如く 極2

### その他
- めざましアニメ「紙兎ロペ」（フジテレビ）